# Sideroxylon beguei
Sideroxylon beguei là một loài thực vật có hoa trong họ Hồng xiêm. Loài này được Capuron ex Aubrév. miêu tả khoa học đầu tiên năm 1974.